# Bořice
Bořice är en ort i Tjeckien.   Den ligger i regionen Pardubice, i den centrala delen av landet, 110 km öster om huvudstaden Prag. Bořice ligger 243 meter över havet och antalet invånare är 169.
Terrängen runt Bořice är platt.Runt Bořice är det ganska tätbefolkat, med 104 invånare per kvadratkilometer. Närmaste större samhälle är Pardubice, 12,8 km nordväst om Bořice. Trakten runt Bořice består till största delen av jordbruksmark.